# Hermann Overbeck
Hermann Overbeck (* 21. März 1900 in Aachen; † 14. November 1982 in Heidelberg) war ein deutscher Geograph.

## Leben
Overbeck studierte von 1918 bis 1922 an der Albert-Ludwigs-Universität Freiburg und der Johann Wolfgang Goethe-Universität Frankfurt am Main Geographie, Geologie, Geschichte sowie Betriebswirtschafts- und Volkswirtschaftslehre. Im Sommersemester 1922 erlangte er das Handelsdiplom und lehrte anschließend an einer Handelsschule in Aachen. Von 1927 bis 1930 arbeitete er als Assistent am Geographischen Institut der TH Aachen und promovierte 1928 über „Das Werden der Aachener Kulturlandschaft“. 1930 habilitierte er in Aachen mit „Das Industriegebiet an der mittleren Saar“ im Fach „Geographie mit besonderer Rücksichtigung der Grenzlandkunde“. Die Vorlesung entstand im Auftrag der Saarforschungsgemeinschaft (SFG).
1933 wurde er der Nachfolger von Ludwig Strauss im Fach Literaturwissenschaften der TH Aachen, der aus antisemitischen Gründen entlassen (aber später wiedereingestellt) wurde. Die Studierendenschaft in Aachen, die Strauss’ Rauswurf betrieben hatte, verlangte nach einem nationalgesinnten Professor. Overbeck trat zum 1. Mai 1933 der NSDAP bei (Mitgliedsnummer 2.118.354), kurz darauf dem Nationalsozialistischen Lehrerbund und am 1. November der SA. Letztere verließ er 1935, trat aber am 1. Dezember 1938 in die berittene SA ein. 1934 erschien im Auftrag der Saarforschungsgemeinschaft der Saar-Atlas, ein nationalistisches und propagandistisches, aber nichtsdestoweniger wissenschaftliches Kartenwerk, das er zusammen mit Georg Wilhelm Sante bearbeitete und herausgab.
1934 wurde er an der TH Aachen zum Leiter des Deutschen Instituts ernannt und im April 1935 Chef der Landesplanungsgemeinschaft Rheinland. Jedoch wurde Overbecks Haltung von einem Kollegen als „wenig nationalsozialistisch“ denunziert und er geriet in Konflikte an der TH Aachen. 1936 wechselte er an die Hochschule für Lehrerbildung in Saarbrücken, wo er Erdkunde unterrichtete. 1939 wurde er dort zum Professor ernannt.
Im Zweiten Weltkrieg diente er als Luftwaffen-Meteorologe und wurde Regierungsrat in Elsass, Lothringen und Luxemburg. 1943 wurde er wegen eines chronischen Lungenleidens aus dem Militärdienst entlassen. Im März 1944 wurde er Dozent an der Ruprecht-Karls-Universität Heidelberg, dort erhielt er 1951 eine außerplanmäßige Professur am Geographischen Institut. In den 1960ern leitete er die landeskundliche Abteilung des Instituts für fränkisch-pfälzische Geschichte und Landeskunde.

## Werke (Auswahl)

### Autor
- Geographisch-methodische Zeitfragen (= Schriften für kaufmännisches Bildungswesen. H. 4). G. A. Glockner, Leipzig 1925.
- Das Werden der Aachener Kulturlandschaft. (Beiträge  zu einer kulturmorphologischen Betrachtung der Landschaft um Aachen). Dissertation (= Aachener Beiträge zur Heimatkunde. H4). La Ruelle, Aachen 1928.
- Otto Follman: Die Eifel. Velhagen & Klasing, Bielefeld 1928. (Bearbeitung)
- Raum und Politik in der deutschen Geschichte: Geopolitische Betrachtungen zum deutschen Lageschicksal (= Geographische Bausteine. H. 15). Justus Perthes, Gotha 1929.
- mit Georg Wilhelm Sante in Verbindung mit Hermann Aubin, Otto Maull und Franz Steinbach: Saar-Atlas. J. Perthes, Gotha 1934.
- Kulturlandschaftsforschung und Landeskunde: Ausgewählte, überwiegend methodische Arbeiten (= Heidelberger geographische Arbeiten. Nr. 14). Geographisches Institut der Universität, Heidelberg 1965.

### Herausgeber
- Zusammen mit  Edwin Fels und Joachim-Heinrich Schultze (Hrsg.): Geomorphologische Abhandlungen : Otto Maull zum 70. Geburtstage gewidmet (= Abhandlungen des Geographischen Instituts der Freien Universität Berlin. Nr. 5). Reimer, Berlin 1957.
- Hans Schrepfer: Allgemeine Geographie und Länderkunde: Ausgewählte Arbeiten zum Gedenken seines 70. Geburtstages am 21. Mai 1967. F. Steiner, Wiesbaden 1967.
- Gottfried Pfeifer: Allgemeine Geographie und Länderkunde: Ausgewählte Arbeiten zum Gedenken seines 70. Geburtstages am 21. Mai 1967. Hrsg.: mit Hans Graul (= Heidelberger geographische Arbeiten. Nr. 15). F. Steiner, Wiesbaden.